# Murmelgruppe
Die Murmelgruppe (auch Murmelmethode, Tuschelgruppe, engl. buzz group) ist eine kooperative und aktivierende Lehr-Lern-Methode, bei der in der Regel zwei Lernende in einer sogenannten Murmelphase ein Thema bearbeiten bzw. sich zu einem Thema austauschen. Diese Methode wird in allen Bildungsbereichen angewendet.

## Überblick
Eine Murmelgruppe wird eingesetzt, um möglichst viele Lernende in kurzer Zeit (meist 2 bis 5 Minuten) zu aktivieren. Sie ist für Lerngruppen ganz unterschiedlicher Größe geeignet. Die Lernenden erhalten eine Frage- bzw. Aufgabenstellung, die sie in der Regel zu zweit bearbeiten; dies geschieht üblicherweise mit der Sitznachbarin bzw. dem Sitznachbarn, um die Bearbeitung ohne Zeitverzug starten zu können. Die Lernenden wiederholen bestimmte Inhalte, aktivieren ihr Vorwissen oder entwickeln neue Ideen. Beispielsweise erhalten die Lernenden die Gelegenheit, über eine Frage oder eine Bemerkung, die zuvor im Unterricht aufgetaucht ist, innerhalb der Murmelgruppe miteinander zu sprechen. An die eigentliche Murmelphase kann sich auch eine Sammlung von Beiträgen anschließen.

## Vorgehensweise
Der Ablauf einer Murmelgruppe ist wie folgt:
Aufgabenstellung
Zu Beginn formuliert die Lehrperson eine Frage bzw. einen Diskussionsauftrag.
Gruppenbildung und Murmelphase
Die Lernenden werden aufgefordert, mit der Sitznachbarin bzw. dem Sitznachbarn eine Kleingruppe zu bilden und die Frage- bzw. Aufgabenstellung zu besprechen. Dazu haben sie wenige Minuten Zeit.
Abfrage der Arbeitsergebnisse
Abhängig von der jeweiligen Gruppengröße lassen sich die Arbeitsergebnisse exemplarisch oder vollständig einholen.

## Funktion
Eine grundlegende Funktion der Murmelgruppe besteht darin, möglichst alle Lernenden in die aktive Auseinandersetzung mit einem Lerngegenstand zu bringen. Darüber hinaus werden Murmelgruppen für unterschiedliche Zwecke im Unterrichtsgeschehen eingesetzt:
- Wiederholung/Zusammenfassung: Die Lernenden können beispielsweise am Beginn eines Lernabschnitts aufgefordert werden, die Inhalte des letzten Abschnitts Revue passieren zu lassen: Was war wichtig? Was ist noch zu klären?
- Aktivierung von Vorwissen: Lernprozesse können unterstützt werden, indem sich die Lernenden beim Einstieg in ein neues Thema ihr Vorwissen vergegenwärtigen: Was weiß ich schon über ...? Was fällt mir dazu bereits ein?
- Beteiligung: Die Lernenden können sich im Gespräch mit dem Lernpartner dem jeweiligen Unterrichtsgegenstand nähern.[8] Dies kann es den Lernenden erleichtern, sich im Unterricht zu beteiligen. „Dieses ‚Vorerproben‘ der eigenen Ideen am Partner führt erfahrungsgemäß zur stärkeren Beteiligung in der Breite und zu deutlich mehr Wortmeldungen.“[9]
- Hemmschwellen für Beteiligung senken: Die Geräuschkulisse bei der Methode „Murmelgruppe“ erleichtert es den eher introvertierten Lernenden sich zu beteiligen.[10]
- Ideenfindung: Die Murmelgruppe wird als eine Kurzform des Brainstormings eingesetzt. Welche Möglichkeiten gibt es ...? Welche Ideen haben Sie. um ...?
- Kognitive Konflikte erzeugen: Lernende dabei unterstützen, die eigenen Fehlkonzepte zu entdecken und zu überwinden.[11]
- Rückmeldung über den aktuellen Lernstand (sowohl für die Lernenden als auch für die Lehrperson): Durch das Setting können die Lernenden ihr Verständnis des Stoffes überprüfen. In kleinen Gruppen sind sie zudem eher bereit, eigene Verständnisprobleme anzusprechen.[12]